# Molophilus (Molophilus) bilyarra
Molophilus (Molophilus) bilyarra is een tweevleugelige uit de familie steltmuggen (Limoniidae). De soort komt voor in het Australaziatisch gebied.